# Швед, Даниил Сергеевич
Дании́л Серге́евич Швед (7 декабря 1983, Федотово, СССР) — российский боксёр-любитель, тренер. Мастер спорта России международного класса, чемпион Всемирных военных игр (2007), призёр чемпионатов России в любителях. Принимал участие в полупрофессиональных боях серии WSB.
В настоящий момент проживает в Санкт-Петербурге, где работает тренером в клубе бокса «Александр Невский» и Санкт-Петербургском Государственном Университете Промышленных Технологий и Дизайна.

## Биография
Родился в посёлке Федотово Вологодской области. Там же и начал заниматься боксом.Первый тренер Прищеп Вячеслав Владимирович. Позднее переехал в Череповец.
Тренер — Виктор Васильевич Супрун.
В августе 2013 года стал директором Дворца бокса «Олимп» (детско-юношеская спортивная школа № 5) в Череповце По состоянию на 2015 год является заместителем директора ДЮСШ № 3 и исполнительным директором федерации бокса Вологодской области.

## Любительская карьера

### Чемпионат России 2005
В чемпионате России 2005 года выступал в категории до 75 кг. В отборочном раунде выиграл у Дениса Царюка. В четвертьфинале победил Николая Галочкина. В полуфинале проиграл Алексею Щербакову. Таким образом, Швед стал бронзовым призёром чемпионата.

### Чемпионат России 2006
В чемпионате России 2006 года выступал в категории до 75 кг. В отборочном раунде выиграл у Павла Болигузова. В четвертьфинале победил Сергея Склярова. В полуфинале проиграл Матвею Коробову.

### Чемпионат России 2007
В чемпионате России 2007 года выступал в категории до 75 кг. В отборочном раунде проиграл Дмитрию Чудинову.
В том же 2007 году завоевал золотую медаль на Всемирных военных играх, проходивших в Индии. За эту победу был награждён медалью ордена «За заслуги перед Отечеством» II степени.

### Чемпионат России 2008
В чемпионате России 2008 года выступал в категории до 75 кг. В 1/16 финала победил Владимира Гальченко. В 1/8 финала проиграл Алексею Кадочникову.

### Чемпионат России 2009
В чемпионате России 2009 года выступал в категории до 75 кг. В 1/16 финала победил Сухроба Сидикова. В 1/8 финала проиграл Алексею Кадочникову.

### Чемпионат России 2010
В чемпионате России 2010 года выступал в категории до 75 кг. В 1/8 финала победил Евгения Шведенко. В четвертьфинале проиграл Артёму Чеботарёву.

### Чемпионат России 2011
В чемпионат России 2011 года выступал в категории до 81 кг. В 1/8 финала выиграл у Шамиля Маташева. В четвертьфинале победил Самира Магомедова. В полуфинале проиграл Егору Мехонцеву.

### Всемирная серия бокса2011/2012
В том же 2011 году дебютировал в полупрофессиональной лиге Всемирная серия бокса (WSB). Выступал в категории до 85 кг. 4 декабря 2011 года победил американца Сиджуолу Шабаза. 13 января 2012 года победил грека Йоанниса Милитопулоса. 10 февраля 2012 года победил узбекистанца Рамжона Ахмедова. 23 марта 2012 года во второй раз встретился с Рамжоном Ахмедовым. На этот раз, проиграл. Команда «Динамо», за которую выступал Швед, вышла в финал WSB в Лондоне, но сам боксёр принять участие в нём не смог, из-за проблем с получением британской визы.

### Чемпионат России 2012
В чемпионате России 2012 года выступал в категории до 81 кг. В 1/8 финала выиграл у Али Измайлова. В четвертьфинале победил Алексея Стаканчикова. В полуфинале проиграл Дмитрию Биволу.

### Всемирная серия бокса2012/2013
В сезоне 2012/2013 годов вновь принял участие в соревнованиях Всемирной серии бокса, в категории до 85 кг. 11 января 2013 года победил мексиканца Исаака Муньоса Гутьерреса. 23 февраля 2013 года проиграл аргентинцу Ямилю Перальте.

### Чемпионат России 2014
В чемпионате России 2014 года выступал в категории до 81 кг. В 1/16 финала победил Казима Энеева. В 1/8 финала проиграл Павлу Силягину.

### Чемпионат России 2015
В чемпионате России 2015 года выступал в категории до 81 кг. В 1/8 финала победил Рустама Магомедова. В четвертьфинале победил Идриса Шахманова. В полуфинале проиграл Георгию Кушиташвили.

### Чемпионат России 2016
Выступал в категории до 81 кг. В 1/16 финала победил Али Измайлова. В 1/8 финала победил Тимура Гамзатова. В четвертьфинале победил Эдуарда Абдрахманова. В полуфинале проиграл Павлу Силягину.

### Всемирная серия бокса2017
Выступал в полутяжёлой весовой категории (до 81 кг) за российскую команду «Patriot Boxing Team». 18 февраля 2017 года победил китайца Ши Гоцзюня.

### Чемпионат России 2017
Выступал в категории до 81 кг. В 1/16 финала победил Виктора Николаюка. В 1/8 финала победил Шамиля Наурузова. В четвертьфинале проиграл Раджабу Раджабову.

## Боксёрские титулы

### Любительские
- 2005.  Бронзовый призёр чемпионата России в среднем весе (до 75 кг).
- 2006.  Бронзовый призёр чемпионата России в среднем весе (до 75 кг).
- 2011.  Бронзовый призёр чемпионата России в полутяжёлом весе (до 81 кг).
- 2012.  Бронзовый призёр чемпионата России в полутяжёлом весе (до 81 кг).
- 2015.  Бронзовый призёр чемпионата России в полутяжёлом весе (до 81 кг).
- 2016.  Бронзовый призёр чемпионата России в полутяжёлом весе (до 81 кг).

## Семья
Не женат. В первом браке родился сын Мирон.